# Anatemnus tonkinensis voeltzkowi
Anatemnus tonkinensis voeltzkowi es una subespecie de arácnido del orden Pseudoscorpionida de la familia Atemnidae.

## Distribución geográfica
Se encuentra en Madagascar.